# Communauté de communes de la Côte des Isles
Die Communauté de communes de la Côte des Isles ist ein ehemaliger französischer Gemeindeverband mit der Rechtsform einer Communauté de communes im Département Manche in der Region Normandie. Sie wurde am 30. Dezember 2004 gegründet und umfasste 16 Gemeinden. Der Verwaltungssitz befand sich im Ort Barneville-Carteret.

## Historische Entwicklung
Mit Wirkung vom 1. Januar 2017 fusionierte der Gemeindeverband mit
- Communauté de communes des Pieux,
- Communauté de communes de Douve et Divette,
- Communauté de communes de la Vallée de l’Ouve,
- Communauté de communes du Cœur du Cotentin,
- Communauté de communes de la Région de Montebourg,
- Communauté de communes du Val de Saire,
- Communauté de communes de Saint-Pierre-Église sowie
- Communauté de communes de la Saire

und bildete so die Nachfolgeorganisation Communauté d’agglomération du Cotentin.

## Ehemalige Mitgliedsgemeinden
1. Barneville-Carteret
2. Baubigny
3. Canville-la-Rocque
4. Denneville
5. Fierville-les-Mines
6. La Haye-d’Ectot
7. Le Mesnil
8. Les Moitiers-d’Allonne
9. Portbail
10. Saint-Georges-de-la-Rivière
11. Saint-Jean-de-la-Rivière
12. Saint-Lô-d’Ourville
13. Saint-Maurice-en-Cotentin
14. Saint-Pierre-d’Arthéglise
15. Sénoville
16. Sortosville-en-Beaumont